# 祝华
祝华（1970年—），是一位中国女语言学家。英国伦敦大学伯克贝克学院伯贝克学院应用语言学教授。

## 生平
出生于黑龙江。曾就读于北京邮电大学，获工科学士。后考入北京师范大学外语系英语专业，获硕士，并被保送读博士，导师是著名学者钱锺书和杨绛的独女钱瑗教授。1997年赴英，在纽卡斯尔大学语病矫治系读研究生，获语言科学博士。2000年在纽卡斯尔大学做博士后，继任讲师，高级讲师等职。2007年转到伦敦大学伯克贝克学院任Reader，2011年晋升为教授，是英国大学里首位成为语言学教授的华裔女性。其研究方向主要包括儿童语言习得与障碍，跨文化交流等。兼任澳大利亚西悉尼大学，华东师范大学，南京师范大学等客座教授。